# Pointe de Chésery
Pointe de Chésery là một ngọn núi trong dãy Chablais Alps tại biên giới Thụy Sĩ - Pháp.